# クレイトン (カリフォルニア州)
クレイトン（Clayton）は、アメリカ合衆国カリフォルニア州のコントラコスタ郡にある都市。人口は1万1070人（2020年）。サンフランシスコ・ベイエリアの郊外住宅地である。

## 地理
ディアブロ山北側の山嶺に位置している。閑静な住宅地だが隣のコンコードに出れば商業施設が沢山ある。